# Talknote
Talknote株式会社（トークノート、英語: Talknote Inc.）は、東京都港区に本社を置き、エンゲージメントクラウド「Talknote」の提供を行う日本の企業。

## 概要
2010年、代表の小池がTalknote株式会社を創業。
同年6月、コミュニケーションを活性化させ、社内のあらゆる情報を資産化し、理念浸透や文化醸成を促進するクラウド社内SNS「Talknote」をリリース。飲食/小売/製造/IT/医療など幅広い業界で、約1,000社の企業へ導入。
2012年3月サイバーエージェント・ベンチャーズに対して第三者割当増資を実施。
2013年10月リード・キャピタル・マネージメントに対して第三者割当増資を実施。
2017年に「第2回HRテクノロジー大賞」を受賞したほか、蓄積されたビッグデータをもとにメンタルヘルス不調や退職意向などに繋がる可能性のある利用者の心理変化を早期に発見する「アクションリズム解析」で特許取得済み。
2020年に「ホワイト企業アワード」プラチナ認定取得、「働きがいがある会社ランキング」ベストカンパニー選出。

## 沿革
- 2010年
  - 4月 – トークノート株式会社設立
  - 12月 – オフィスを渋谷 道玄坂スクエアビルに移転
- 2011年
  - 6月 – 社内SNS「Talknote」リリース
- 2012年
  - 1月 - Talknoteの登録企業数が1,000社を突破
  - 3月 - Talknoteの登録企業数が5,000社を突破
- 2013年
  - 6月 - オフィスを六本木 イグノポールに移転
  - 10月 - Talknoteの登録企業数が10,000社を突破
- 2014年
  - 6月 - オフィスを六本木 三河台ビルに移転
  - 8月 - 社内SNS利用企業数No.1を獲得（シード・プランニング調べ）
- 2019年
  - 4月 - 社名をTalknote株式会社に変更

## 製品特徴
Talknote株式会社が提供する Talknoteは、「IT初心者でも迷わず使えるわかりやすさ」である。同社代表の小池はるが、過去に飲食店を経営していた経験から、誰でも、いつでも、どこでも、簡単に使えることを製品開発上の第一信条に置いている。